# 사이먼 머레이
사이먼 머리(Simon Murray, CBE, 1940년 3월 25일~)는 영국의 사업가, 모험가 이자 작가이다.
프랑스 외인부대 복무와 알제리 전쟁 참전 경력이 있으며, 63세에 자력으로 남극점을 밟은 탐험가 중 최고령자로 기네스북에 기록되기도 했다.

## 성장 배경과 군 복무
사이먼 머리는 잉글랜드 레스터의 부유한 군인 집안에서 태어났다. 사이먼의 조부모가 런던 중심부의 5성급 호텔 스위트룸을 각각 하나씩 갖고 있었을 정도로 부유하여 가정의 경제적 환경은 유복한 편이었으나, 아버지는 일찍이 가족을 떠났다. 그 때문에 사이먼은 부친에 대한 기억이 전혀 없다고 하였고, 삼촌이 베드퍼드 스쿨(Bedford School)에 다닐 학비를 지원해 주었다.
1960년 사이먼 머리는 프랑스 외인부대에 합류하여 제2 외인 강습 연대(2e REP)에서 복무했으며, 알제리 전쟁에 참전하였다. 이후 하사(caporal-chef)로 진급하였으나, 사관학교 입학 제의를 거절하고 1965년에 부대를 떠났다.
그는 군 복무의 경험을 토대로 저서 《리전에어(Legionnaire)》(1978)를 집필하였고 이 책을 기반으로 그의 일대기를 그린 자전 영화 《탈출(Deserter)》을 제작하기도 했다.

## 사업 경력
1965년 프랑스 용병 생활을 마친 후 사이먼은 제니퍼 매더(Jennifer Mather)와 결혼하였고, Jardine Matheson에 근무하기 위해 동아시아 지역으로 거처를 옮겼다. 그는 Jardine Matheson에서 14년 동안 일하였고, Jardine Matheson을 떠난 후 로스차일드가 N M Rothschild & Sons 계열을 대주주로 하여 프로젝트 자문 회사 Dayenham Investment를 세웠다. 그는 미스이(Mitsui) 물산의 대량 수송 철도 프로젝트를 맡게 되었는데, 이는 싱가포르 최대 규모의 수송 철도 프로젝트였다.
1984년 Dayeham Investment는 리자청에게 인수되었으며, 사이먼 머리는 허치슨 왐포아(Hutchison Whampoa)의 전무이사로 자리를 옮겼다. 허치슨 왐포아에서 근무한 10년 동안 그는 홍콩 일렉트릭(Hong Kong Electric)의 인수를 관리감독 하였고, 허스키 오일(Husky Oil)의 인수를 통하여 허치슨 왐포아의 원유 산업 진입을 진두지휘하였다. 또한 그는 허치슨 왐포아 재직 동안 이동 통신 회사 'Orange'를 설립하였고, 이 회사는 글로벌 브랜드로 거듭난 후 Mannesmann에게 330억 달러에 인수되었다.
1994년부터 1998년까지 사이먼 머리는 도이치 은행 아시아(Deutsche Bank Group in Asia)의 대표이사 회장으로서 아시아 태평양 지역의 17개 국가의 80개 지사를 관리하였고, 아시아 지역을 대상으로 하는 중견 투자 그룹 GEMS를 창업하였다. 또한 마다카스카르의 Madacom, 인도의 Spice Telecom, 홍콩의 Sunday Communications 등 많은 이동 통신 업체에 투자한 기업 'Distaco'를 창립하기도 했다. 이외에도 사이먼 머리는 뉴질랜드, 산 마리노, 파푸아 뉴기니 등의 지역의 모바일 산업에 투자하였다.
2011년 4월 사이먼 머리가 비등기 회장으로 있던 스위스 계열 회사 글렌코어(Glencore)에서 결혼과 임신 문제로 여성을 고용하는 것을 기피한다고 보도되었는데, 오보로 밝혀져 "굴욕적인 사과"라는 이름으로 정정기사가 올라왔다. 사이먼 머리는 정정기사에서 자신은 실력주의자라며 오보된 내용은 그가 여성의 출산휴가제도 방면에서 언급한 인터뷰 중 한 부분을 잘못된 시각에서 서술한 내용이라고 명시하였다.
사이먼 머리는 글렌코어의 회장직에서는 물러나 현재 GEMS 대표이사 회장과 Gulf Keystone Petroleum 회장직을 맡고 있다. 또한 Cheung Kong Holdings Ltd., Orient Overseas (International) Ltd., Wing Tai Properties Ltd., Arnhold Holdings Ltd., Richemont SA, Essar Energy plc, and Sino Forest Corporation, Omnicorp Limited, IRC Limited 등 여러 기업의 이사직도 맡고 있다.
그는 Vodafone, Tommy Hilfiger Corporation, Vivendi Universal, Usinor SA, Hermes, General Electric (USA), China National Offshore Oil Corporation (CNOOC), Macquarie Bank, N.M. Rothschild, Bain 등 여러 회사의 자문을 맡았으며, 현재는 Lightbridge Corporation (USA), Development Advisory Board of Imperial College, London의 자문을 맡고 있다.

## 모험/탐험
60살의 나이로 사이먼 머리는 모로코 사막을 가로지르는 총 242Km의 마라톤 드 사블(Marathon de Sables)을 완주하였다.
3년 후 아내의 제안에 따라 남극 트래킹 커뮤니티 'Pen Hadow'에 가입하였으며, 2004년 12월 초 남극 대륙 줌버지 해안(Zumberge Coast)의 Hercules Inlet에서 남극을 향한 1,200km의 트래킹을 시작하여 2달 후 남극점에 도착하였다. 사이먼 일행은 해발 2,835m 지역까지 등반하였으며, 사이먼은 자력으로 남극을 밟은 최고령자로 기네스북에 기록되었다.

## 영예

### 서훈
- 1993년 대영 제국 훈장 3등급(CBE)
- 레지옹 도뇌르 훈장 슈발리에

### 명예학위 및 수학 내역
- 바스 대학교(University of Bath) 명예 법학박사
- 스탠퍼드 대학교 최고경영자 과정(SEP) 이수

## 방송
1980년대에 사이먼 머리가 복무했던 프랑스 외인부대의 전통과 전승에 관한 TV 다큐멘터리 《프랑스 외인부대(The French Foreign Legion)》가 방영되었고, 사이먼 머리는 진행을 맡았다. 그는 또한 《첨단병기, 이렇게 만들어졌다(Weaponology)》 5부작과 베어 그릴스의 초기 다큐멘터리 시리즈 《부대로의 탈출(Escape to the Legion)》에 출연했으며 제작에 기여했다.

## 가정사
사이먼 머리는 부인 제니퍼 매더(Jennifer Mather)와의 사이에 3명의 자녀와 6명의 손자녀를 두고 있다.
부인 제니퍼는 헬리콥터로 세계일주를 한 최초의 여성으로 꼽히기도 한다.